# سلام (دوستت دارم)
«سلام (دوستت دارم)» (به انگلیسی: Hello (I Love You)) تک‌آهنگی از هنرمند اهل بریتانیا راجر واترز است که در سال ۲۰۰۷ میلادی منتشر شد. این تک‌آهنگ در آلبوم آخرین میمزی (فیلم) قرار داشت.